# Distretto di Gomoa
Il distretto di Gomoa  (ufficialmente Gomoa District, in inglese) era un distretto della regione Centrale del Ghana.
Nel 2008 è stato soppresso, il territorio è stato suddiviso nei distretti di Gomoa Est (capoluogo: Apam) e Gomoa Ovest (capoluogo: Gomoa Afransi).